# Милер Плејс (Њујорк)
Милер Плејс (енгл. Miller Place) насељено је место без административног статуса у америчкој савезној држави Њујорк.

## Демографија
По попису из 2010. године број становника је 12.339, што је 1.759 (16,6%) становника више него 2000. године.
| Група             | 2000.         | 2010.          |
| Белци             | 9.963 (94,2%) | 11.035 (89,4%) |
| Афроамериканци    | 45 (0,4%)     | 207 (1,7%)     |
| Азијати           | 143 (1,4%)    | 363 (2,9%)     |
| Хиспаноамериканци | 339 (3,2%)    | 621 (5,0%)     |
| Укупно            | 10.580        | 12.339         |